# Объединённая энергосистема Центральной Азии
Объединенная энергосистема Центральной Азии — созданная в 1960-е — 1970-е годы в СССР единая электроэнергетическая система, которая сформировалась на территории четырех современных государств (Узбекистана, Таджикистана, Туркменистана, Киргизии и прилегающих к ним пяти областях юга Казахстана).

## История
Система начала создаваться в 1960 году, когда на параллельную работу по линиям электропередач напряжением 110 и 220 кВ были подключены Узбекская энергосистема, энергосистемы Юга Киргизии, Севера Таджикистана и Шымкентский узел Южного Казахстана. Эта система работала изолированно от  ЕЭС СССР. В 1970-е годы линии 500 кВ, проходящие через территории четырех союзных республик, были объединены в единое кольцо, что позволило значительно повысить надежность работы всех участников параллельной работы.
После распада СССР в 1991 году во всех новообразованных независимых государствах Средней Азии стали предприниматься меры по обеспечению энергетической независимости, но эти государства были в различном положении. В странах с преобладающей гидроэнергетикой водохранилища стали выпускать больше воды в зимнее время, что привело к нарушению сложившихся водных и энергетических режимов и экологическим проблемам.
Ещё до распада СССР, 19 ноября 1991 года, было подписано Соглашение о параллельной работе энергетических систем Республики Казахстан, Кыргызской Республики, Республики Таджикистан, Туркменистана и Республики Узбекистан. Они учредили предприятие «Объединенное диспетчерское управление энергосистемами Средней Азии», взяв его финансирование на себя на долевой основе. Руководящим органом стал Совет Объединенной энергетической системы Средней Азии, в состав которого входили руководители энергосистем стран. Они ежеквартально собирались поочередно в столицах или других городах.
В 2003 году из единой энергосистемы вышел Туркменистан.
27 октября 2004 года было подписано Соглашение о координации отношений в области электроэнергетики энергосистем Центральной Азии, в соответствии с которым был организован Координационный Электроэнергетический Совет Центральной Азии (КЭС ЦА), заменивший Совет ОЭС Средней Азии.
29 сентября 2006 года участники КЭС ЦА подписали учредительный договор о создании и деятельности негосударственной некоммерческой организации — учреждения координационного диспетчерского центра КДЦ «Энергия» для координации оперативно-диспетчерской деятельности энергосистем. Он расположен в Ташкенте.
В начале ноября 2009 года из-за самопроизвольной остановки агрегатов на Нурекской ГЭС автоматически была обесточена вся южная часть таджикской энергосистемы. Таджикистан и юг Узбекистана сутки оставались без света. После этого Узбекистан заявил о выходе из энергетического «кольца».
В январе 2022 года в Казахстане, Киргизии и Узбекистане произошли масштабные отключения электричества. В Казахстане заявили, что сбой произошел из-за перегрузки транзитной линии «Север—Восток—Юг Казахстана», и обвинили в этом энергетиков Узбекистана и Киргизии.

## Описание работы
В период существования СССР система позволяла балансировать сезонные колебания спроса на электроэнергию и потребности в воде для орошения с колебаниями запасов воды в горных реках. В зимнее время горные Киргизия и Таджикистан накапливали воду в водохранилищах и получали электроэнергию и энергоресурсы (уголь и природный газ) из Казахстана, Туркмении и Узбекистана, а в летнее время Киргизия и Таджикистан направляли воду в Узбекистан и Казахстан для орошения. Кроме того, Киргизия и Таджикистан поставляли соседям гидроэлектроэнергию, которую они производили в избыточных, относительно внутренних потребностей, масштабах.
В настоящее время противоречия в сезонных потребностях в водных ресурсах и требованиях к гидрологическому режиму рек со стороны электроэнергетики и ирригации приводят к тому, что зимой происходит затопление части территории Казахстана и Узбекистана в связи с энергетическим режимом работы водохранилищ. Это приводит к потере воды, которая вынужденно направляется в естественные понижения, и к серьезным экологическим последствиям. 